# Cerco de Malta
O Cerco de Malta, também conhecido como o Grande Cerco de Malta, aconteceu em 1565, quando o Império Otomano quis conquistar a ilha estratégica, sede da Ordem de Malta.
Situada ao sul da Sicília e quase equidistante das costas líbias e tunisianas, controlava as rotas comerciais entre o Mediterrâneo Ocidental e Oriental, assim como as que uniam a Península Ibérica e o Norte da África. 
O conflito é ponto culminante de uma escalada de hostilidades entre os impérios espanhol e otomano pelo controle do Mediterrâneo. Escalada que incluiu um ataque prévio sobre Malta, em 1551, por parte do corsário turco Dragute Arrais em 1560. Impondo uma derrota à Armada Espanhola ante o Império Otomano na batalha de Djerba.

## Os Cavaleiros em Malta
A Ordem dos Cavaleiros Hospitalários de São João de Jerusalém trocou de nome em 1530 para Ordem de Malta - apelidada "A Religião"-, desde que em 26 de outubro desse ano, Philippe Villiers de l’Isle-Adam, Grão-Mestre da Ordem, chegou junto com seus cavaleiros ao Grão-Porto de Malta, para tomar posse da ilha, cedida pelo imperador Carlos V.
Sete anos antes, no fim de 1522, os Cavaleiros haviam sido expulsos de sua base em Rodes pelo Sultão otomano, Solimão, o Magnífico, depois de um cerco de seis meses. Entre 1523 e 1530 os Cavaleiros não tiveram assentamento algum, até que o Imperador Habsburgo lhes ofereceu as ilhas de Malta e Gozo em troca de um pagamento simbólico anual, consistido em um falcão, que seria enviado ao Vice-rei da Sicília e uma missa a celebrar no Dia de Todos os Santos. Também lhes entregou Trípoli, cidade localizada em um território hostil, mas que o imperador pretendia utilizar para manter livre dos corsários de Berbéria, tributários dos otomanos.
Depois de consultar o Papa, Villiers de l’Isle-Adam aceitou a oferta com certos receios, pois comparada com Rodes, Malta era uma ilha pequena e isolada. Durante algum tempo os altos cargos da Ordem fizeram planos para reconquistar Rodes, mas a Ordem se acomodou em Malta, base de operações desde que os corsários seguiram atacando proveitosamente as naves turcas. 
A ilha no centro do Mediterrâneo ocupava uma posição chave no cruzamento marítimo. De grande importância estratégica, sobretudo quando, desde 1540, os corsários berberes começaram a operar em águas do Mediterrâneo ocidental, atacando com frequência as costas da cristandade e, entre outras, as ilhas Baleares. Terra que gerou Grandes Mestres e de onde procediam muitos cavaleiros. Um ataque muito recordado é o de Dragute Arrais — também conhecido como "Dragute" — a Pollença, em 1550, no qual os otomanos saíram derrotados. A cada 2 de agosto se comemorava o evento, ao grito do aviso que deu o herói local Joan Mas:
| “ | Mare de Déu dels Àngels, assistiu-mos! Pollencins, alçau-vos! Perquè els Pirates ja són aquí! | ” |

Efetivamente, o corsário Dragut estava começando a ser uma ameaça considerável para as nações cristãs do Mediterrâneo ocidental, e a permanência da Ordem de Malta na ilha era um obstáculo para seus propósitos. Em 1551, Dragut e o almirante turco Sinán decidiram invadir Malta com cerca de 10 000 homens. Em poucos dias, Dragut deteve o ataque e mirou-se para ilha vizinha de Gozo, onde bombardeou a cidadela durante vários dias, até que, finalmente, o governador dos Cavaleiros em Gozo, Galaciano de Sesse, considerando que a resistência era inútil, rendeu a cidadela. O corsário turco tomou como reféns, praticamente, toda a população (cerca de 5 000 habitantes) para depois dirigir-se a Trípoli, junto com Sinán Bajá, de onde expulsou facilmente a guarnição de Cavaleiros. Em um primeiro momento, nomeou governador um apoiante local, Aga Morat, ainda que pouco depois ele mesmo se erigiu na cidade de Bei.

Expansão do Império Otomano de 1481 a 1683 no Mediterrâneo. Sob o reinado de Solimão, seus domínios se estendiam até Trípoli e às portas de Viena. O ritmo das conquistas justificava a inquietude cristã. Em somente um século desde a conquista de Constantinopla, em 1453, já dominavam a península balcânica (1481) e a costa do norte de África até Orão. Os cercos de Malta e Viena marcaram o fim do ciclo expansionista

Mediante estes ataques, o Grão-Mestre da Ordem, Juan de Homedes, supôs que haveria outra invasão otomana em menos de um ano, pelo que dispôs que se reforçasse o Forte de Santo Ângelo em Birgu (hoje em dia, Vittoriosa), e que, além de se construir dois fortes novos, o de São Miguel no promontório de Senglea, protegendo o Burgo, e o de São Elmo, na península de Monte Sceberras (hoje em dia, centro urbano de Valeta). Os dois fortes novos foram construídos em apenas seis meses, no ano de 1552, e os três juntos foram de uma importância crucial para o resultado do Grande Cerco. Especialmente o de São Elmo, encarregado a um arquiteto italiano que o desenhou de forma hoje conhecida como traço italiano - na Itália denominada ala moderna - que era uma adaptação à importância crescente da artilharia.
Os anos seguintes foram especialmente tranquilos para a ilha, ainda que as atividades dos corsários turcos – "turco" era uma palavra que designava também a todas as tribos berberes, que mantinham algum tipo de vassalagem com o Sultão - e as dos cristãos, muito menos. Em 1557, Jean Parisot de la Valette, cavaleiro da linha de Provença, foi eleito o 49º Grão-Mestre da Ordem, e alentou os ataques a embarcações não cristãs. Suas próprias naves parecem que chegaram a aprisionar ao redor de 3 000 escravos muçulmanos e judeus, só no período em que ostentou o cargo de Grão-Mestre.
Não obstante ser um período relativamente tranquilo, em 1559, Dragut já era um problema de primeira grandeza para as potências cristãs, chegando a atacar a costa oriental da Espanha, em conivência com os mouriscos. Isto obrigou Felipe II a organizar uma expedição naval a fim de desalojar o corsário de sua base tripolitana. A Ordem se uniu à expedição, consistindo em cerca de 54 naves e 14 000 homens. A campanha finalizou em desastre, ao ver-se surpreendida a frota cristã, próximo à ilha de Djerba pelas forças do almirante Piale Bajá, em maio de 1560. Os otomanos capturaram ou afundaram metade da frota. Este lance marcou o ápice da dominação otomana nas águas do Mediterrâneo.

## Antes do assédio
Depois do episódio de Djerba, a possibilidade de que os otomanos organizassem um ataque iminente contra Malta aumentou em grande escala; consciente disso, em agosto de 1560 Jean de la Valette enviou uma ordem a todos os priores da Ordem instando aos cavaleiros a estar preparados para apresentarem-se em Malta tão pronto como se publicasse uma citazione (citação). Assim, os turcos cometeram um grave erro estratégico deixando passar a oportunidade de atacar a ilha nesse mesmo momento, com a frota mediterrânea espanhola acabada e não cinco anos depois, nos quais a Espanha teve tempo de refazer sua armada. Apesar do qual, "a Religião" continuou com grande êxito praticando o corso com as embarcações comerciais turcas.
Em meados de 1564, Romegas, um dos marinheiros mais notáveis da Ordem, capturou certo número de naves de importância, entre as quais se incluía uma pertencente ao Eunuco Maior do Harém, fazendo prisioneiros vários personagens de importância, como o governador do Cairo, o de Alexandria e a antiga tutora da irmã de Solimão. Os êxitos dos corsários de Romegas deram aos turcos um casus belli plausível e, no fim de 1564, a Sublime Porta decidiu tomar medidas para repetir o êxito de 1522, mas desta vez, mais longe da Anatólia, e muito mais perto dos portos espanhóis e das Repúblicas marítimas italianas.
No início de 1565, o Grão-Mestre recebeu informações de seus espiões em Constantinopla sobre uma invasão que se estava preparando. Jean de la Valette cometeu uma grave falta de previsão, ao começar com atraso as medidas defensivas mais elementares: recrutar soldados na Itália, acumular víveres e acelerar os trabalhos de reparação e reestruturação nos fortes de Santo Ângelo, São Miguel e São Elmo, evacuar os civis e levar a cabo uma estratégia de terra queimada em Malta e Gozo, complicando o abastecimento inimigo. Parece que La Valette duvidou antes de tomar tão duras medidas por conta dos gastos e da crença de que o inimigo não chegaria antes de junho, quando realmente se apresentou, em 18 de maio daquele ano de 1565.

## Os exércitos
O Grão-Turco, no cume de seu poderio, havia reunido para a tomada de Malta uma das maiores frotas vistas até então. Segundo o registro de Giacomo Bosio, historiador oficial da Ordem, numa das crônicas mais precoces e detalhadas do cerco, a frota se compunha de 193 navios, entre os quais havia 131 galeras, sete galeotas (pequenas galeras) e seis galeaças (grandes galeras, menos ágeis mas com mais potência de fogo), 8 mahonas (grandes galeras de transporte), 11 veleiros com provisões e 3 mais para os cavalos. Algumas cartas do Vice-rei de Sicília, das datas em que houve o assédio proporcionam números similares. As naves transportavam um grande conjunto de instrumentos para o assédio, consistia em 64 peças, entre elas 4 enormes canhões que disparavam balas de 130 libras e um grande pedreiro que arremessava projéteis de 7 pés de circunferência.
O diário do Cerco do mercenário italiano, Francisco Balbi di Correggio, é outra fonte contemporânea e fiável sobre as forças em pugna:
| Cavaleiros hospitalários                            | Forças otomanas                           |
| --------------------------------------------------- | ----------------------------------------- |
| 500 cavaleiros hospitalários                        | 6 000 Cipaios (cavalaria)                 |
| 400 soldados espanhóis                              | 500 Cipaios da Caramânia                  |
| 800 soldados italianos                              | 6 000 janízaros                           |
| 500 soldados de galeras                             | 400 aventureiros de Mitilene              |
| 200 soldados gregos e sicilianos                    | 2 500 Cipaios de Ruânia (Argélia)         |
| 100 soldados do comando de São Elmo                 | 3 500 aventureiros de Ruânia              |
| 100 serventes dos cavaleiros hospitalários          | 4 000 "fanáticos religiosos"              |
| 500 escravos de galeras                             | 6 000 voluntários variados                |
| 3 000 soldados recrutados entre a população maltesa | Corsários variados de Trípoli e Argel     |
| Total: 6 100                                        | Total: 28 500 do Oriente, 48 000 no total |

As cifras que Balbi dá, não obstante seu detalhe, não são totalmente fiáveis. O cavaleiro Hipólito Sans, em um registro menos conhecido, também cita 48 000 invasores, apesar de não estar muito claro se seu relato é verdadeiramente independente dos escritos de Balbi. Outros autores contemporâneos dão cifras mais reduzidas, o mesmo La Vallete em uma carta a Felipe II, no quarto dia do Cerco conta que "o número de soldados que desembarcaram está entre 15 e 16 000, incluindo 7 000 arcabuzes entre os 3 000 jenízaros e os 4 000 cipaios. Por outro lado, um mês depois do cerco, o próprio La Valette escrevia ao Prior da linha de Alemânia relatando o seguinte: "esta frota consistia em 250 naves, trirremes, birremes e outros barcos; estimamos que as forças do inimigo estejam em uns 40 000 homens de armas". O fato de que La Valette desse um número de 250 naves e 40 000 homens, notavelmente por cima dos demais registros, mostra que o mesmo Grão-Mestre não era alheio ao exagero da gesta, a qual eram proclives as forças cristãs.
De fato, o capitão Vicenzo Anastagi, aliado de Sicília, afirma que as forças inimigas só chegaram aos 22 000, uma cifra similar à de muitos outros escritores dessas datas. Por sua vez, Bosia fala de um total de 30 000 homens, número parecido aos 28 500 detalhados por Balbi. Outra fonte contemporânea cita também uma cifra aproximada.
Bem, agora, considerando a capacidade das galeras do século XVI, que podiam ter uma capacidade de levar entre 70 e 150 homens, parece claro que as cifras de Balbi são um tanto exageradas, ao passo que Anastagi, que tentava convencer o Vice-rei da Sicília de uma possível vitória no caso deste ajudar mandando tropas, seguramente estimou por baixas. Levando em conta que vários historiadores oferecem listas específicas - mesmo não sendo idênticas - totalizando algo menos de 30 000 homens (mais uns 6 000 corsários, vindos da Berbéria) pode-se concluir que a cifra real deve ter se afastado muito.
Por parte dos defensores, os números de Balbi provavelmente estimem uma baixa, já que resulta em um valor de apenas 550 cavaleiros na ilha, enquanto Bosio fala de um total de 8 500 defensores. Mesmo que grande parte desses fossem malteses sem formação militar, o número de 550 hospitaleiros continua parecendo pouco plausível.

## A chegada dos otomanos
A imponente esquadra turca, que partiu de Constantinopla em março, avistou Malta no amanhecer da sexta-feira 18 de maio, no entanto, não desembarcou imediatamente, mas sim costeou a ilha até o sul e finalmente ancorou no porto de Marsaxlokk (Marsa Sirocco), a cerca de 10 quilômetros do Gran Puerto. De acordo com a maioria dos relatos, em particular com o de Balbi, ao desembarcarem os turcos, houve discrepâncias entre o chefe das forças de terra, o vizir Quizil Amedli Mustafá Paxá e o almirante, Piale Paxá. Piale queria, antes de mais nada, tomar o forte de São Elmo, para dominar, assim, o Gran Puerto e dispor de um ancoradouro a salvo de siroco.
Por outro lado, Mustafá pretendia atacar a desprotegida capital velha, Mdina, que estava no centro da ilha, e lançar-se diretamente sobre os fortes de Santo Ângelo e São Miguel por terra, já que, ante a queda destes, pouco resistiriam as fortalezas menores. Se impôs o critério de Piale, convencidos de que São Elmo apenas resistiria alguns dias. Assim, no dia 24 de maio, começaram a entrincheirar-se em torno do pequeno forte, instalando 21 canhões de combate e começando imediatamente o bombardeio.
Parece certo que Solimão se enganou ao repartir a autoridade entre Piale e Mustafá, e ao ordenar a ambos que obedecessem a Dragut quando este chegou de Trípoli. No entanto, certas cartas de espiões em Constantinopla, sugerem que o plano sempre havia sido tomar o Forte de São Elmo primeiro. De qualquer forma, os turcos cometeram um erro crucial ao centrar seus esforços contra ele.

## O assédio

### Combates pelo forte de São Elmo

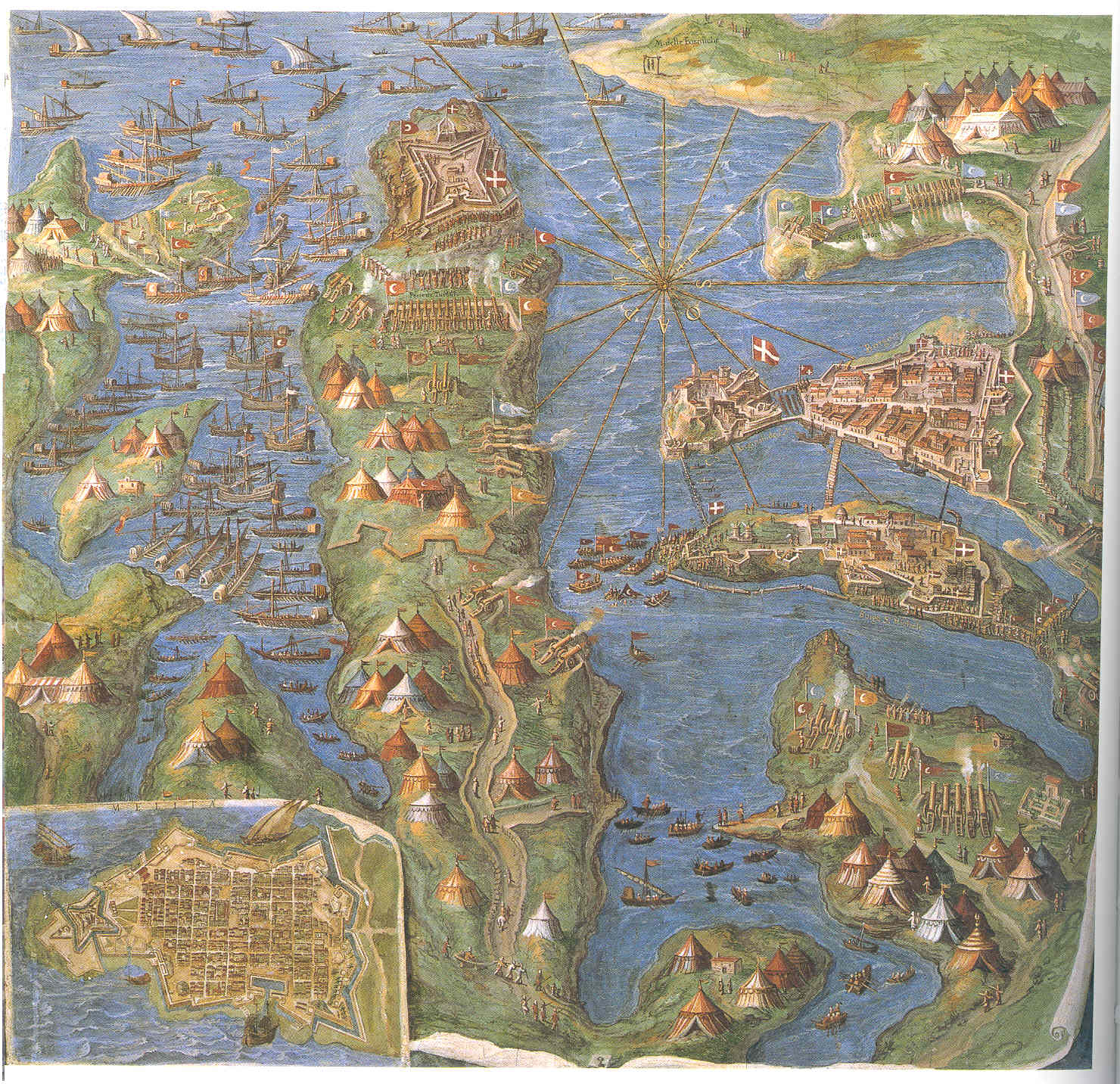
"El Sitio de Malta" - pintura de Egnazio Danti do século XVI (Museu do Vaticano). Ao fim da península que forma o Monte Sceberras, ocupada pela artilharia turca, se encontra o Forte de São Elmo, onde ainda resistiam os cavaleiros de Malta (atenção às bandeiras). No outro lado do Gran Puerto pode-se ver Birgu e Santo Ângelo (com uma grande bandeira da ordem), assediado por todos os pontos, exceto por Sengela e São Miguel. Abaixo, à esquerda, mostra-se o plano de Valeta - aí denominada Melita, Mata em latim - coroado por São Elmo.

O forte de São Elmo estava sendo defendido por aproximadamente 100 cavaleiros e 500 soldados, os que La Valette havia ordenado lutarem até o fim, tentando aguentar até que chegassem os reforços prometidos pelo Marquês de Villafranca, Vice-rei da Sicília. O contínuo bombardeio reduziu o forte a escombros em menos de uma semana, mas La Valette evacuava os feridos e reabastecia o forte durante a noite pelo porto.
Apesar disso, no dia 8 de junho, os cavaleiros se encontravam na margem do motim e enviaram uma mensagem ao Grão-Mestre pedindo licença para fazer uma saída e poder morrer com a espada na mão. A resposta de La Valette foi pagar aos soldados e enviar uma comissão através do porto para conhecer o estado da defesa. Quando os comissionados, deram uma opinião contraposta, o Grão-Mestre disse que poderia absolvê-los se os cavaleiros tivessem medo de morrer do modo que lhes havia ordenado.
Ainda que envergonhada, a guarnição se manteve firme, repelindo as numerosas investidas do inimigo, prolongando até um mês a tomado do forte. Dragut conseguiu interromper a comunicação pelo porto, mas morreu sem poder saborear a vitória. Segundo Bosio, resultou mortalmente ferido no dia 17 de junho por um disparo certeiro desde o forte de Santo Ângelo e segundo Balbi e Sans por um descarregamento dos próprios canhões turcos. Finalmente, no dia 23 de junho, os turcos conseguiram tomar o que restava do forte de São Elmo, matando todos os defensores, exceto nove cavaleiros que foram capturados pelos corsários e um pequeno punhado que conseguiu escapar.
Ainda que os turcos tivessem triunfado na batalha, e a frota de Piale tenha podido ancorar em Marsamxett, o assédio ao forte de São Elmo havia custado aos turcos nada menos que 6 000 soldados mortos, incluindo metade de suas tropas menores, os jenízaros. O próprio Piale acabou ferido na cabeça. Nesse sentido foi uma verdadeira vitória pírrica, pois os homens e o tempo perdidos – quase um mês exato, quando o comando turco calculou três ou quatro dias – foram muito importantes, o que, não obstante, não deteve Mustafá. Arturo Pérez-Reverte, o descreve da seguinte maneira em sua novela, Corsários de Levante.
| “ | E junto à ponte levadiça, sobre a qual ondeava a bandeira vermelha com a cruz de oito pontas da Religião, o barqueiro, cujo pai havia pelejado no assédio, nos contou, através de sua mistura de italiano, espanhol e franco, como aquele havia intervindo, junto com outros marinheiros do Burgo, no transporte de cavaleiros voluntários espanhóis, franceses, italianos e alemães, de Santo Ângelo até o assediado São Telmo e, como cada noite rompiam os botes e, a nado, o bloqueio turco para cobrir as terríveis baixas da jornada, sabendo que o caminho era só de ida, iam à morte seguros disso. Também nos contou que na última noite foi impossível ultrapassar as linhas turcas, e os voluntários tiveram que voltar; e como ao amanhecer, dos fortes de Sanglea e São Miguel, os ali assistidos com o mestre La Valette vieram invadir São Telmo, sob uma tropa de cinco mil turcos, lançados ao assalto contra os duzentos cavaleiros e soldados, quase todos espanhóis e italianos, que maltratados, chagados e feridos depois de cinco semanas lutando dia e noite, atacados por dezoito mil disparos de canhão, resistiam entre os escombros. Finalizou o barqueiro seu relato detalhando como os últimos cavaleiros, feridos e sem forças para sustentarem um ponto a mais, se retiraram sem dar as costas até o último reduto da igreja, matando e morrendo como leões encurralados; mas ao ver que os turcos, furiosos pelo preço da vitória, não respeitavam a vida de nenhum dos que alcançavam, saíram de novo à praça para morrer como quem eram; de maneira que seis deles - um aragonês, um catalão, um castelhano e três italianos -, abrindo passagem à facadas entre a turba dos inimigos, ainda puderam arrastar-se ao mar, querendo ganhar a nado o Burgo, mas foram presos na água. E que a cólera de Mustafá foi tanta - havia perdido seis mil homens só em São Telmo, incluindo o famoso Dragut - que mandou crucificar em madeira os cadáveres dos cavaleiros, e fazendo-lhes uma cruz no peito com dois cortes de cimitarra, deixou que a correnteza os levasse ao outro lado do porto, onde seguiam resistindo Sanglea e São Miguel, e logo comprou todos os cativos e os degolou sobre as muralhas. Ao ato bárbaro, o Grão-mestre correspondeu matando os prisioneiros turcos e lançando suas cabeças com os canhões ao campo inimigo. | ” |

As notícias do assédio se propagavam e estendia-se o pânico. Havia poucas dúvidas de que o resultado do cerco a Malta seria de muita importância e de que seu resultado poderia decidir a luta entre o Império Otomano e a Europa Cristã. Inclusive se diz que a rainha Isabel I de Inglaterra chegou a comentar:
| “ | Se prevalecer o Turco contra a Ilha de Malta, são incertos os perigos que ameaçam o resto do Cristianismo no futuro. | ” |

Todas as fontes contemporâneas indicam que os turcos queriam, também, conquistar a fortaleza espanhola de La Goleta, em Túnis, e parece que Solimão tinha pensado em invadir a Europa Ocidental através da Itália, além de seguir pela Hungria, uma vez conquistada a península balcânica.
Ainda que o vice-rei da Sicília ainda não havia posto em marcha o prometido socorro (as tropas ainda estavam em plena leva), e apesar do férreo bloqueio turco, continuavam chegando reforços da ilha. À plena luz do dia, um bote de remos se dirigiu até o Grande Porto, e mesmo que um canhonaço turco os tenha feito farpas, um comendador da Ordem, um tal Salvago, e o capitão espanhol Miranda, ganharam a costa a nado e se reuniram com os sitiados. Em outra ocasião uma galera da Sicília conseguiu escapar de sete galeras inimigas quando tentava aproximar-se por terra. Um reforço de 600 homens comandados por Enrique de la Valette, sobrinho do Grão-Mestre, fracassou ao desembarcar, porém conseguiu escapar. Além de outras tentativas falhadas, no dia 28 de junho conseguiu-se enviar verdadeiros reforços: cerca de 600 homens ao comando de Juan de Cardona, em 4 galeras enviadas pelo Vice-Rei da Sicília. Isso elevou imensamente o moral dos sitiados. Esse piccolo socorro incluía uma companhia espanhola de elite, 150 cavaleiros vindos de todas as partes e numerosos voluntários, incluindo os irmãos do "duque del Infantado" e do conde de Monteagudo, ao comando do mestre de campo Senhor Melchor de Robles. O êxito se deveu a um único soldado, Juan Martínez de Luvenia, que desembarcou sozinho e deu um aviso à esquadrilha com um fogaréu da presença ou ausência de inimigos, as três ocasiões que tentou o desembarque.

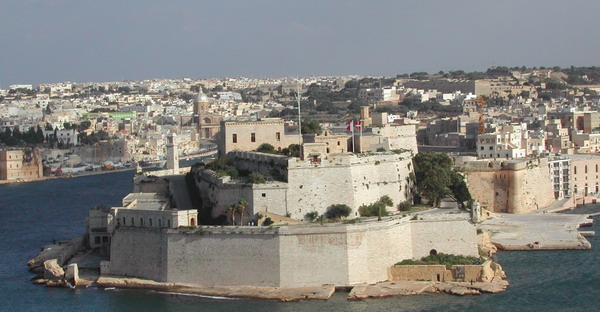
Santo Ângelo, com a cidade de Birgu, La Vittoriosa, detrás. Vista de La Valetta.

Com Piale ferido, Mustafá ordenou um ataque contra a península de Senglea no dia 15 de julho, incorrendo o erro contrário do assédio de São Elmo: dividir os esforços em três ataques contra o Burgo e seus dois fortes anexos. Havia trasladado 100 embarcações pequenas pelo monte de Sciberras até o Grande Porto, com a intenção de lançar um ataque anfíbio contra o promontório, enquanto os corsários atacavam o Forte de São Miguel no final da linha de terra. Para a sorte dos malteses, um desertor do bando turco alertou a La Valette sobre a iminente operação e o Grão-Mestre teve tempo de construir uma paliçada no promontório de Senglea, que ajudou decisivamente a repelir o ataque. No entanto, o ataque poderia ter triunfado se algumas das naves turcas não se tivessem posto ao alcance de uma bateria que havia sido localizada na praia pelo comandante de Guiral ao pé do Forte de Santo Ângelo. Umas poucas salvas afundaram as embarcações afogando muitos dos atacantes. O ataque por terra falhou no mesmo tempo quando tropas de reforço cristãs conseguiram cruzar o Forte de São Miguel por uma ponte flutuante, com o resultado de que Malta se salvou pelo momento.

### Segundo grande assalto
Enquanto os turcos haviam cercado Birgu e Senglea com sua tropa de assédio de 64 peças, a cidade era objeto do que, provavelmente, foi o bombardeio contínuo mais duro que se havia produzido na história até esse momento (Balbi assegura que se dispararam 130 000 balas de canhão no curso do assédio). Havendo destruído suficientemente um dos bastiões chaves da cidade, Mustafá ordenou outros dois assaltos massivos simultâneos em 7 de agosto, um contra o Forte de São Miguel e outro contra a mesma Birgu. Nesta ocasião, os turcos conseguiram atravessar as muralhas da cidade e apesar de o Grão-Mestre ter combatido em primeira linha, sua derrota parecia segura. Mas no último momento, inesperadamente os invasores retrocederam. A razão foi que o capitão de cavalaria Vincenzo Anastagi, em sua saída diária de Mdina, no interior da ilha, havia atacado o desprotegido hospital de campo turco, massacrando os doentes e feridos e desorganizando a retaguarda turca. Os turcos, pensando que haviam chegado os reforços cristãos de Sicília, interromperam o ataque. Unido aos esforços para a tomada de São Elmo, que, no fim, resultaram excessivos - outro erro estratégico do comando turco - visto a posteriori, pode ser não se encarregar dos cavaleiros dispersos pelo resto da ilha.

### Último grande assalto
Depois do ataque de 7 de agosto, os turcos retomaram os bombardeios a São Miguel e Birgu, dando início a um último assalto massivo contra a cidade entre 19 e 21 de agosto. O que aconteceu durante esses dias de intensa luta está muito claro. Bradford (no momento fundamental para o assédio) fala de uma mina turca perfurada até as muralhas da cidade e que o Grão-Mestre salvou a situação correndo até a brecha. Balbi, no início de suas anotações diárias, do dia 20 de agosto, disse somente que La Valetta foi advertido de que os turcos haviam se internado nas muralhas; o Grão-Mestre correu até "o posto ameaçado, onde sua presença surpreendeu os trabalhadores. Espada à mão, permaneceu no ponto mais perigoso até que os turcos se retiraram". Bosio não faz nenhuma menção a que os turcos tivessem detonado uma mina; contudo escreve que o pânico se difundiu quando os estandartes turcos surgiram por trás das muralhas, mas que ao se dirigir até esse lugar, o Grão-Mestre encontrou inimigos. Entretanto, um canhoneiro no alto do Forte de Santo Ângelo, tomado pelo mesmo pânico, matou grande número de habitantes por "fogo amigo".
A situação era tão desesperadora, que, em algum momento de agosto, o Conselho de Anciãos decidira abandonar a cidade e se retirar do Forte de Santo Ângelo. Mas La Valette não permitiu fazê-lo, pois instituía que os turcos estavam perdendo seu ímpeto, como depois ficou demonstrado.

### Últimas tentativas e retirada turca

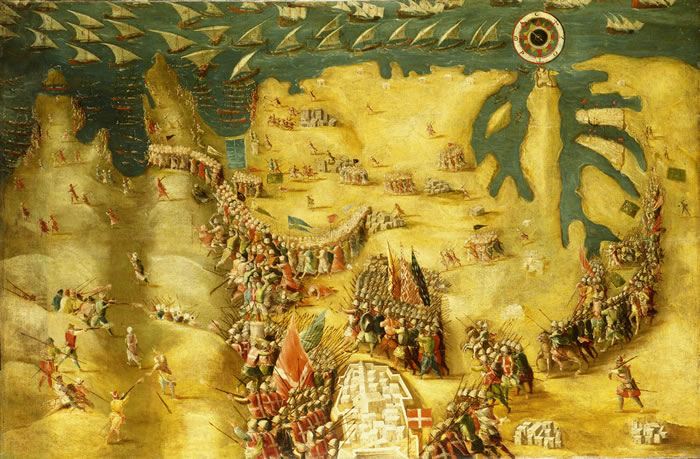
Fuga dos turcos segundo Matteo Perez d'Aleccio. Os afrescos de Aleccio são uma fonte primária sobre muitos detalhes do cerco, mas sobretudo, sobre a vestimenta e as armas de ambos os exércitos.

Ainda que tivessem continuado o bombardeio e os assaltos menores, os invasores se consumiam de desespero. O socorro de 9 000 homens enviado da Sicília foi disperso por uma ventania muito forte e fria, e teve que voltar ao porto para reparar.
Em 30 de agosto, aproveitando as chuvas que deixaram fora de jogo os arcabuzes e a artilharia cristã, os turcos tentaram seus assaltos contra o Forte de São Miguel. Primeiro os turcos tentaram com a ajuda de uma manta, pequena máquina de assédio coberta por escudos, depois com o uso de uma autêntica torre de cerco. Em ambos os casos, os engenheiros malteses construíram um túnel através das ruínas e destruíram as construções com precisas salvas de balas encadeadas, e os assaltantes foram repelidos com pedras, bestas e com armas brancas.
No princípio de setembro, o tempo estava mudando e Mustafá ordenou uma marcha sobre Mdina, para tentar passar o inverno ali. Contudo, a cidade estava cheia de malteses e suas tropas não estavam dispostas para outro assalto. Então, não pôde realizar outro ataque. Em 8 de setembro, as festividades do nascimento da Virgem Maria, os turcos haviam embarcado sua artilharia e se preparavam para deixar a ilha, havendo perdido, talvez, um terço de seus homens devido aos combates e às enfermidades.
No dia anterior, de todas as formas, o marquês de Villafrance, García de Toledo, havia desembarcado com 9 600 homens na baía de São Paulo, no extremo norte da ilha antes de dar a volta na ilha, para desafiar com suas salvas a frota turca ancorada antes de voltar para a Sicília. Em terra, as forças espanholas formaram rapidamente os temidos quadros dos terços e empreenderam uma marcha de três dias. Os turcos, que preparavam o assalto final, compreenderam sua derrota e iniciaram a retirada.
Mas no último momento, ainda pôde frustrar-se tudo: em 11 de setembro, um soldado mourisco passou pelos turcos e os informou que os reforços eram de somente de 5 000 homens. Crendo naquilo, Mustafá suspendeu o embarque e se preparou para o combate. Vendo os turcos se aproximar, Álvaro de Sande, na ponta da vanguarda espanhola, carregou sobre os turcos que iam tomar posse de uma colina, com o ímpeto do ataque, e achando que vinham por cima todas as hostes da Monarquia Católica, deram meia volta e fugiram, sendo perseguidos até a embarcação. Em 12 de setembro, desaparecia no horizonte a última vela turca.

## As consequências

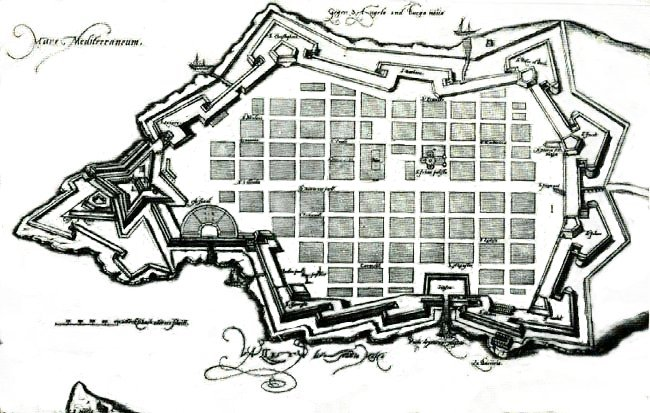
Reprodução do mapa de Valeta de D. Specle (1589). Destaca São Elmo, com formato de estrela e a ordenação quadriculada das ruas. Planificou-se desde o início para ser o centro de operações da Ordem, com uma igreja para cada uma das sete Linhas e fortificada de tal maneira que resultasse praticamente inexpugnável, protegendo o aceso ao Gran Puerto (acima) e à baía de Marsamxett.

Ainda que algumas das baixas turcas, sem dúvida, tenham sido demolidoras, seu número concreto é tão controverso quanto o de invasores. Balbi dispõe um valor de 30 000, e outras fontes cerca de 25 000. Em todo caso, muitos dos mortos eram janízaros e cipayos, tropas seletas de difícil substituição.
Por sua parte, Malta havia perdido um terço de seus cavaleiros e um terço de seus habitantes. Birgu e Senglea haviam ficado totalmente arrasadas, e seriam incapazes de resistir a um novo ataque turco. La Valette, esgotado, sugeriu inclusive a derrotista ideia de abandonar Malta e arrasá-la por completo, e que os cavaleiros se instalassem em um porto siciliano, possivelmente em Siracusa. Os espanhóis, em especial o vice-rei García de Toledo, dissuadiram o Grão-Mestre de tal ideia. Porém, o envelhecido La Valette era um homem já sem forças e arrasado pelos rigores do assédio, e depois de uma breve doença, morreu ao cabo de três anos, em 21 de agosto de 1568.
A gratidão da Europa para com a heróica defesa da Ordem se manifestou no dinheiro que, prontamente, começou a acudir a ilha. As "cidades heroicas" - Birgu, Senglea e Kalkara - passaram a denominar-se Invicta, Vittoriosa e Cospicua ("Conspicua", em espanhol quer dizer: ilustre, visível, sobressalente). Posteriormente, uma cidade fortificada de construção nova se edificou sobre a península do monte Sceberras para que os turcos nunca pudessem ocupar a posição de novo. Foi batizada como "Cidade de La Valette", em honra ao Grã-Mestre. Em 1566, Felipe II enviou como presente a La Valette sua espada e adaga de aço toledano com aviamentos de ouro e pedraria gravada com a legenda em platina: "PLVS QVAM VALOR VALETTA VALET" (Mais que o mesmo Valor Vale Valetta), e chamada, portanto, de "Valor" O presente foi levado a Malta por frei Rodrigo Maldonado, que chegou na ilha com grande quantidade de munições, alimento e apetrechos, ante um possível novo ataque turco, e com o encargo de entregar a espada ajoelhado em público, ante seus cavaleiros e os homens da ilha que haviam compartilhado os horrores do assédio. Desde então, a cada 8 de setembro, a Espada e Adaga do Valor, desfilavam pelas ruas de Valeta, seguidos pelo porta-estandarte da Cruz de Malta.
O cerco de Malta pressupôs um freio ao auge otomano no Mediterrâneo e permitiu à Europa Cristã, especialmente aos Habsburgo, frear o avanço de Solimão até o Oeste. Este, ao invés de atacar novamente a, praticamente, indefesa Malta, lançou-se ao ataque contra a Hungria dos Habsburgo, com os quais tinha trégua desde o fracasso do Cerco de Viena, em 1562. O Grande Sultão morreu de apoplexia no transcurso da custosa campanha, que foi abandonada. Dois terços do exército turco morreram em decorrência de uma peste (o mal da Hungria) no caminho de volta, mas no mar, suas galeras seguiam intactas, e as potências cristãs duvidavam a hora de enfrentar suas Armadas.
O novo sultão, Selim II, focou sua atenção na luta naval. A guerra entre a Cruz e a Meia-lua seguiria no Mediterrâneo sem um resultado claro. Em 1570, um ano antes da vitória histórica de Lepanto, os turcos conquistaram Chipre, de Veneza. Um grande vizir turco, disse a respeito:
| “ | Com a conquista de Chipre, lhe mutilamos um braço; eles, derrotando nossa frota só nos têm afetado a barba. Um braço cortado não voltará a crescer, mas uma boa barba crescerá muito melhor depois de passada a lâmina. | ” |

Não obstante, não era o mesmo construir galeras que tripulá-las adequadamente. Durante quase dois anos a frota otomana evitou o combate, e não foi até depois da tomada de Túnis e La Goleta, por João de Áustria, em 1573, que Selim II enviou uma força de 250 a 300 naves de guerra e um contingente de 100 000 homens para reconquistar ambas as praças, neste labor pereceram cerca de 30 000 homens nas mãos da guarnição de La Goleta, na qual, segundo Miguel de Cervantes havia cerca de 7 000 soldados espanhóis e italianos. Se bem, a custosa tomada de Túnis foi um feito de armas notável, o poderio otomano no Mediterrâneo começava seu lento declive. Prova disso é que haveria de esperar até 1612 para encontrar outro ataque turco de envergadura; foi uma nova tentativa de sitiar Malta (uma sombra do ataque acontecido em 1565), que ficou abortado, enquanto apareceram no horizonte as galeras de Nápoles.